# Santiago Pérez del Castillo
Santiago Pérez del Castillo (Montevideo, 2 de octubre de 1950), político, profesor y abogado laboralista uruguayo.

## Biografía
Egresado en 1975 de la Facultad de Derecho de la Universidad de la República con el título de Doctor en Derecho y Ciencias Sociales, posteriormente se dedicó a la docencia. Se destacó como abogado laboralista, y ha escrito numerosas obras de referencia. 
Desde 1975 trabaja en el Ministerio de Trabajo y Seguridad Social También se ha desempeñado en la OIT, en el BID y en el Mercosur. 
En 1985, con el retorno a la democracia, el Parlamento le encomienda la elaboración de un informe sobre la viabilidad de reformas legales en materia laboral.
En 1990, en vísperas de la asunción presidencial de Luis Alberto Lacalle, le fue ofrecido el Ministerio de Trabajo, que no aceptó. Doce años después, en plena crisis del año 2002 y ante la renuncia al gabinete del nacionalista Álvaro Alonso, el presidente Jorge Batlle Ibáñez nuevamente le ofrece la cartera de Trabajo y Seguridad Social, que finalmente acepta. Ejerce como ministro entre el 13 de septiembre de 2002 y el 1º de marzo de 2005.
Desde el 1 de abril de 2009 hasta 2014 se desempeñó como Rector de la Universidad de Montevideo, institución en la que continúa ejerciendo la docencia.
En 2012 funda es el estudio jurídico Pérez del Castillo & Asociados junto a los Dres. Matías Pérez del Castillo y Juan Diego Inthamoussu, con quien integra un equipo conformado por profesionales asociados entre sí, que ejercen liberalmente la profesión en la actividad privada.

## seleccionadas
- Manual práctico de normas laborales, FCU, primera edición en 1979, varias ediciones posteriores[4]
- El derecho de huelga, FCU, 1993
- Introducción al derecho de las relaciones colectivas de trabajo, FCU, 1995
- Anuario de Jurisprudencia Laboral, coordinador entre 1982 y 1991